# Museo Gotica Toscana
Il Museo Gotica Toscana (MuGot) è un museo storico e centro di documentazione situato a Ponzalla, frazione del comune di Scarperia e San Piero (Firenze), dedicato allo studio e alla conservazione della memoria della Linea Gotica, la linea difensiva tedesca della Seconda Guerra Mondiale che attraversava l’Appennino tosco-emiliano.

## Storia
Il museo è stato inaugurato nel settembre 2011 dall’associazione culturale Gotica Toscana APS, nata con l’intento di preservare la memoria storica degli eventi della Seconda Guerra Mondiale nell’Appennino tosco-emiliano. L’associazione si è specializzata nella raccolta di testimonianze orali, reperti e materiali storici, promuovendo inoltre attività didattiche, rievocazioni e percorsi storico-naturalistici. L’area scelta, Ponzalla, è particolarmente significativa per la vicinanza a luoghi di scontro della Linea Gotica, come il Passo della Futa e il Passo del Giogo, teatro di combattimenti tra le forze alleate e tedesche nell’autunno del 1944.

## Attività e iniziative
Il Museo Gotica Toscana è anche attivamente coinvolto nel restauro e nella valorizzazione di bunker e altri siti storici, come il bunker tedesco di Fontefredda, reso accessibile grazie al lavoro di volontari e giovani collaboratori. Il museo ospita un’ampia raccolta di materiali bellici originali, a volte provenienti da ritrovamenti del luogo, tra cui fotografie, documenti, armi e uniformi, oltre a illustrare tramite scene ricostruite ciò che faceva parte della vita dei soldati dei diversi schieramenti. Le iniziative comprendono rievocazioni storiche, convegni, mostre temporanee e progetti di valorizzazione del territorio attraverso il turismo storico. Particolare attenzione è rivolta al recupero e al restauro di strutture belliche, spesso abbandonate o in degrado, con l’obiettivo di preservare questi patrimoni per le future generazioni. Vengono inoltre organizzate visite guidate a siti storici limitrofi, tra cui campi di battaglia e bunker, per offrire un’esperienza immersiva della storia locale.